# 植物防疫所
植物防疫所（しょくぶつぼうえきしょ）は農林水産省の施設等機関であり、植物防疫法に基づき有用な植物を害する動植物（害虫や病原体）の移入・移出を防ぐための検疫を行うことを主な業務とする。また那覇植物防疫事務所は植物防疫所と同様の業務を行うものとして「当分の間」設置されている農林水産省の施設等機関である。
いずれも根拠法令は農林水産省設置法で、その組織や分掌は農林水産省組織規則（65条から100条）による。農林水産省における所轄課は消費・安全局植物防疫課。

## 概要
- 植物防疫法に基づき、植物防疫官による検疫業務を行っている。
- 主に病害虫の侵入を防ぐため、切花・種子・野菜・穀類・豆類・木材・香辛料原料・漢方薬原料など、原則として全ての輸入植物について検査が行われる。（但し、製材・製茶など高度に加工がなされたものについては、検査不要となる場合もある。）また、輸出相手国の求めに応じて、輸出植物について「輸出検疫」も行う。なお、昆虫類についても、植物防疫所が取り扱う。
- 日本に植物を輸出する国々へ植物防疫官を派遣し、消毒や輸出検疫が適正に行われているかを確認する「海外検疫」、南西諸島などにおける、一例としてサツマイモなどのアリモドキゾウムシをはじめとした重要病害虫の防除根絶などの「国内防疫」も、植物防疫所の重要な業務である。

## 沿革
- 1914年（大正3年）11月1日 - 輸出入植物取締法に定める検査を行う機関として農商務省植物検査所が設置される（大正3年勅令第90号）。所長は設置期間を通じて桑名伊之吉。横浜の本所に加えて、神戸・門司・長崎・四日市・敦賀の5港に支所が、大阪・下関に出張所が、函館・東京・清水・武豊・名古屋・宇品・博多・三池・唐津・厳原・鹿児島に派出所が置かれた。名古屋派出所は大正13年に支所へ昇格。
- 1924年（大正13年）12月20日 - 大蔵省税関へ併合され植物検査課となる。関東大震災の影響による経費節減のため。初代課長桑名伊之吉・2代狩谷精之（1927.3.31～）・3代岩佐龍夫（1943.4.8～）。
- 1943年（昭和18年）11月1日 - 戦争により貿易量が減少したため税関ごと運輸省海運局へ移管。課長は引き続き岩佐龍夫。
- 1945年（昭和20年）6月1日 - 動物検査課と合併し動植物検査課となる。課長は初代が鈴木夬（獣医官）、2代が再び岩佐龍夫（1946.2.1～）。
- 1947年（昭和22年）4月25日 - 農林省の管轄下で動植物検疫所として独立設置される（昭和22年勅令第150号）。初代所長岩佐龍夫。
- 1952年（昭和27年）4月1日 - 植物防疫所として独立。横浜・神戸・門司の3本所に加えて、6支所11出張所が置かれた。
- 1961年（昭和36年）11月16日 - 名古屋植物防疫所の設置（4本所5支所21出張所）。
- 1972年（昭和47年）5月15日 - 沖縄復帰にともない那覇植物防疫事務所（本所に相応）が開設（5本所8支所76出張所）。
- 1978年（昭和53年）7月5日 - 農林省が農林水産省に改称される。

## 植物防疫所一覧
以下の植物防疫所が設置され、全国の主要港湾・空港に出張所・分室がある。
なお東京都小笠原村では、国土交通省の特別の機関である小笠原総合事務所が植物防疫業務を行っている。
|                                                 |                                                            |                                                            | 所在地                                               |
| ----------------------------------------------- | ---------------------------------------------------------- | ---------------------------------------------------------- | ---------------------------------------------------- |
| 横浜植物防疫所                                  | 横浜植物防疫所                                             | 横浜植物防疫所                                             | 横浜市中区北仲通5-57 横浜第2合同庁舎                 |
|                                                 | 新山下庁舎                                                 | 新山下庁舎                                                 | 横浜市中区新山下1-16-10                              |
| つくばほ場                                      | つくばほ場                                                 | つくば市長峰1-7                                            |                                                      |
| 研修センター                                    | 研修センター                                               | 横浜市中区新港1-6-1 よこはま新港合同庁舎5階                |                                                      |
| 札幌支所                                        | 札幌支所                                                   | 札幌市豊平区羊ヶ丘1                                        |                                                      |
|                                                 | 新千歳空港出張所                                           | 千歳市美々 新千歳空港国際線旅客ターミナルビル2階           |                                                      |
| 釧路出張所                                      | 釧路市南浜町5-9 釧路港湾合同庁舎                           |                                                            |                                                      |
| 小樽出張所                                      | 小樽市港町5-2 小樽地方合同庁舎内3階                        |                                                            |                                                      |
| 室蘭・苫小牧出張所                              | 苫小牧市港町1-6-15 苫小牧港湾合同庁舎                      |                                                            |                                                      |
| 函館出張所                                      | 函館市海岸町24-4 函館港湾合同庁舎                          |                                                            |                                                      |
| 塩釜支所                                        | 塩釜支所                                                   | 塩釜市貞山通3-4-1 塩釜港湾合同庁舎                         |                                                      |
|                                                 | 仙台空港分室                                               | 名取市下増田字南原 仙台空港旅客ターミナルビル              |                                                      |
| 弘前出張所                                      | 弘前市大字上白銀町5-6 弘前第1合同庁舎                      |                                                            |                                                      |
| 八戸出張所                                      | 八戸市築港街2-16-1                                         |                                                            |                                                      |
| 石巻出張所                                      | 石巻市中島町15-2 石巻港湾合同庁舎                          |                                                            |                                                      |
| 小名浜出張所                                    | いわき市小名浜字辰巳町11 小名浜港湾合同庁舎                |                                                            |                                                      |
| 成田支所                                        | 成田支所                                                   | 成田市古込字古込1-1 成田国際空港 第2旅客ターミナルビル     |                                                      |
|                                                 | 第3PTB旅客担当                                             | 成田市取香字上人塚148-1 成田国際空港 第3旅客ターミナルビル |                                                      |
| 第1PTB旅客担当                                  | 成田市三里塚御料牧場1-1 成田国際空港 第1旅客ターミナルビル |                                                            |                                                      |
| 第1航空貨物担当 第2航空貨物担当 第3航空貨物担当 | 成田市駒井野字天並野2159 成田空港合同庁舎                  |                                                            |                                                      |
| 東京支所                                        | 東京支所                                                   | 江東区青海2-7-11 東京港湾合同庁舎                          |                                                      |
|                                                 | 鹿島出張所                                                 | 神栖市東深芝9 鹿島港湾合同庁舎                             |                                                      |
| 千葉出張所                                      | 千葉市中央区中央港1-12-2 千葉港湾合同庁舎                  |                                                            |                                                      |
| 羽田空港支所                                    | 羽田空港支所                                               | 大田区羽田空港2-6-4 羽田空港CIQ棟                          |                                                      |
|                                                 | T2旅客担当                                                 | 大田区羽田空港3-4-2 羽田空港第2ターミナル国際線施設        |                                                      |
| 航空貨物担当                                    | 大田区羽田空港2-6-3 羽田空港貨物合同庁舎                   |                                                            |                                                      |
| 新潟支所                                        | 新潟支所                                                   | 新潟市中央区竜が島1-5-4 新潟港湾合同庁舎                   |                                                      |
|                                                 | 秋田出張所                                                 | 秋田市土崎港西1-7-35 秋田港湾合同庁舎                      |                                                      |
| 直江津出張所                                    | 上越市港町1-11-20 直江津港湾合同庁舎                       |                                                            |                                                      |
| 名古屋植物防疫所                                | 名古屋植物防疫所                                           | 名古屋植物防疫所                                           | 名古屋市港区入船2-3-12 名古屋港湾合同庁舎            |
|                                                 |                                                            | 南部出張所                                                 | 知多市緑町5                                          |
| 四日市出張所                                    | 四日市市千歳町5-1 四日市港湾合同庁舎                       |                                                            |                                                      |
| 中部空港支所                                    | 中部空港支所                                               | 常滑市セントレア一丁目1番 中部空港CIQ庁舎                  |                                                      |
|                                                 | 航空貨物担当                                               | 常滑市セントレア一丁目1番 中部空港合同庁舎                 |                                                      |
| 伏木富山支所                                    | 伏木富山支所                                               | 高岡市伏木錦町11-15 伏木港湾合同庁舎                       |                                                      |
|                                                 | 小松空港出張所                                             | 小松市浮柳町21 小松飛行場                                  |                                                      |
| 清水支所                                        | 清水支所                                                   | 静岡市清水区日の出町9-1 清水港湾合同庁舎                   |                                                      |
|                                                 | 静岡空港出張所                                             | 牧之原市坂口3336-4 富士山静岡空港ターミナル                |                                                      |
| 神戸植物防疫所                                  | 神戸植物防疫所                                             | 神戸植物防疫所                                             | 神戸市中央区波止場町1-1 神戸第2地方合同庁舎          |
|                                                 | 伊川谷圃場                                                 | 伊川谷圃場                                                 | 神戸市西区伊川谷町別府703                            |
| 大阪支所                                        | 大阪支所                                                   | 大阪市港区築港4-10-3 大阪港湾合同庁舎                      |                                                      |
| 関西空港支所                                    | 関西空港支所                                               | 泉南郡田尻町泉州空港中1 CIQ合同庁舎                        |                                                      |
|                                                 | 航空貨物担当                                               | 泉南市泉州空港南1番地                                      |                                                      |
| 広島支所                                        | 広島支所                                                   | 広島市南区宇品海岸3-10-17 広島港湾合同庁舎                 |                                                      |
|                                                 | 広島空港分室                                               | 三原市本郷町善入寺字平岩64-31 広島空港ターミナルビル       |                                                      |
| 境港出張所                                      | 境港市昭和町9-1 境港港湾合同庁舎                           |                                                            |                                                      |
| 水島出張所                                      | 倉敷市水島福崎町2-15 水島港湾合同庁舎                      |                                                            |                                                      |
| 尾道出張所                                      | 尾道市古浜町27-13 尾道地方合同庁舎                         |                                                            |                                                      |
| 坂出支所                                        | 坂出支所                                                   | 坂出市入船町1-6-10 坂出港湾合同庁舎                        |                                                      |
|                                                 | 小松島出張所                                               | 小松島市小松島町字外開1-11 小松島みなと合同庁舎            |                                                      |
| 松山出張所                                      | 松山市海岸通2426-5 松山港湾合同庁舎                        |                                                            |                                                      |
| 高知出張所                                      | 高知市桟橋通5-4-55 高知港湾合同庁舎                        |                                                            |                                                      |
| 門司植物防疫所                                  | 門司植物防疫所                                             | 門司植物防疫所                                             | 北九州市門司区西海岸1-3-10 門司港湾合同庁舎          |
|                                                 |                                                            | 下関出張所                                                 | 下関市東大和町1-7-1 下関港湾合同庁舎                 |
| 福岡支所                                        | 福岡支所                                                   | 福岡市博多区沖浜町8-1 福岡港湾合同庁舎                     |                                                      |
|                                                 | 福岡空港担当                                               | 福岡市博多区大字青木739 福岡空港国際線旅客ターミナルビル   |                                                      |
| 伊万里出張所                                    | 伊万里市山代町久原2976-31 伊万里港湾合同庁舎               |                                                            |                                                      |
| 長崎出張所                                      | 長崎市松ヶ枝町7-29 長崎港湾合同庁舎                        |                                                            |                                                      |
| 鹿児島支所                                      | 鹿児島支所                                                 | 鹿児島市浜町2番5-1 鹿児島港湾合同庁舎                      |                                                      |
|                                                 | 八代出張所                                                 | 八代市港町139 八代港湾合同庁舎                             |                                                      |
| 大分出張所                                      | 大分市大字海原字地浜916-5 大分港湾合同庁舎                 |                                                            |                                                      |
| 細島出張所                                      | 日向市竹島町1 細島港湾合同庁舎                             |                                                            |                                                      |
| 志布志出張所                                    | 志布志市志布志町志布志3259 志布志港湾合同庁舎              |                                                            |                                                      |
| 名瀬支所                                        | 名瀬支所                                                   | 奄美市名瀬長浜町1-1 名瀬合同庁舎                           |                                                      |
| 那覇植物防疫事務所                              | 那覇植物防疫事務所                                         | 那覇植物防疫事務所                                         | 那覇市港町2-11-1 那覇港湾合同庁舎                    |
|                                                 |                                                            | 那覇空港出張所                                             | 那覇市鏡水150 那覇空港旅客ターミナルビル国際線エリア |
| 嘉手納出張所                                    | 沖縄市上地10                                               |                                                            |                                                      |
| 平良出張所                                      | 宮古島市平良字西里7-21 平良港湾合同庁舎                    |                                                            |                                                      |
| 石垣出張所                                      | 石垣市浜崎町1-1-8 石垣港湾合同庁舎                         |                                                            |                                                      |